# KXTV/KOVR-Sendemast
Der KXTV/KOVR-Sendemast ist ein abgespannter Sendemast, der im Jahr 2000 etwa einen Kilometer südöstlich von Walnut Grove in der Nähe von Sacramento in Kalifornien errichtet wurde. Er ist ein 624,5 Meter hoher, geerdeter Sendemast zur Verbreitung von UKW- und TV-Programmen und das zurzeit sechsthöchste Bauwerk der Welt.
Der Sendemast steht im Eigentum von Gannett/Sinclair.

## Trivia
Der fiktive B67-Turm im US-amerikanisch-britischen Thriller Fall – Fear Reaches New Heights (2022) ist von diesem Bauwerk inspiriert.